# STS-49
STS-49 e четиридесет и седмата мисия на НАСА по програмата Спейс шатъл и първи полет на совалката Индевър. Основната задача на мисията е хващане и ремонт на спътника Intelsat VI F-3.

## Екипаж
| Пост                    | Астронавт                                    |
| ----------------------- | -------------------------------------------- |
| Командир                | Даниел Бранденщайн четвърти космически полет |
| Пилот                   | Кевин Чилтън първи космически полет          |
| Специалист на мисията 1 | Пиер Тю втори космически полет               |
| Специалист на мисията 2 | Кетрин Торнтън втори космически полет        |
| Специалист на мисията 3 | Ричард Хиб втори космически полет            |
| Специалист на мисията 4 | Томас Ейкърс втори космически полет          |
| Специалист на мисията 5 | Брюс Мелник втори космически полет           |

- Броят на полетите е преди и включително тази мисия.

## Полетът
Спътникът Intelsat VI F-3 e изстрелян с помощта на ракета-носител Титан през март 1990 г. Предвиждало се чрез излизане в открития космос спътника да се хване и да му се монтира ускорителна степен, чрез която да заеме работната си орбита и да започне нормалната си работа.
Процесът по улавяне на спътника отнел много повече време, отколкото било планирано. На третото излизане астронавтите били вече трима (рекорд за един екипаж) и задачата е изпълнена (с рекорд по продължителност на престоя в открития космос). Четвъртата космическа разходка е планирана и е със задача за отработване на методи по монтаж на различни елементи, необходими за строежа на бъдещата космическа станция Фрийдъм на САЩ.
По време на мисия STS-49 са направени следните постижения:
- Осъществен е първият полет на космическа совалка „Индевър“
- Първото излизане в открития космос, включващо трима астронавти.
- Първо и второ постижение за момента по продължителност на престоя в открития космос: 8 часа и 29 минути и 7 часа и 45 минути.
- Първата мисия на совалката, с изпълнени 4 излизания в открития космос.
- Най-продължителен престой в открития космос за една мисия на совалка: 25 часа и 27 минути, или 59:23 човекочаса.
- Първата мисия на космическата совалка с три подхода към един обект в орбита.
- За първи път се прикрепя двигател към спътник в орбита.
- Първо използване на парашут по време на приземяване на космическата совалка.

## Параметри на мисията
- Маса:
  - При кацане: 91 214 кг
  - Маса на полезния товар: 14 618 кг
- Перигей: 268 км
- Апогей: 341 км
- Инклинация: 28,3°
- Орбитален период: 90.6 мин.

### Космически разходки
| № | Участници                          | Начало                  | Край                    | Продължителност  | Задачи                                                                                                  |
| - | ---------------------------------- | ----------------------- | ----------------------- | ---------------- | --- |
| 1 | Пиер Тю и Ричард Хиб               | 10 май 1992 20:40 UTC   | 11 май 1992 00:23 UTC   | 3 часа 43 минути | Неуспешни опити за „хващане“ на спътника Intelsat VI                                                    |
| 2 | Пиер Тю и Ричард Хиб               | 11 май 1992 21:05 UTC   | 12 май 1992 02:35 UTC   | 5 часа 30 минути | Неуспешни опити за „хващане“ на спътника Intelsat VI                                                    |
| 3 | Пиер Тю, Ричард Хиб и Томас Ейкърс | 13 май 1992 21:17 UTC   | 14 май 1992 05:46 UTC   | 8 часа 29 минути | „Хващане“ и ремонт на спътника Intelsat VI. Първо излизане в открития космос едновременно на трима души |
| 4 | Томас Ейкърс и Кетрин Торнтън      | 14 май 1992 ~ 21:00 UTC | 15 май 1992 ~ 04:45 UTC | 7 часа 44 минути | Отработка на методи по сглобяване на конструкции в открития космос                                      |

## Галерия
- Екипажът
- Опитите за хващане на спътника „Интелсат VI“
- Спътникът е заловен
- Спътникът отново в полет
- Торнтън и Ейкърс по време на четвъртото си излизане в космоса
- „Индевър“ е първата космическа совалка, използвала спирачен парашут